# Ratrak

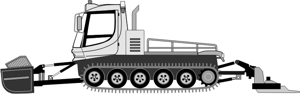
Schemat ratraka, z przodu widoczny lemiesz, z tyłu płyta dociskowa

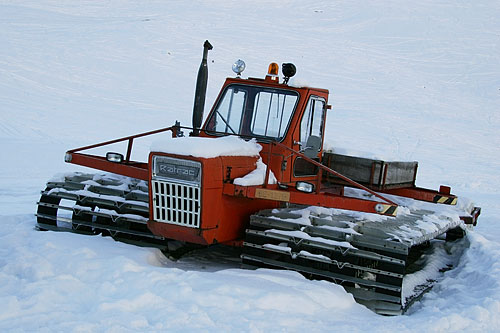
Ratrak firmy Ratrac

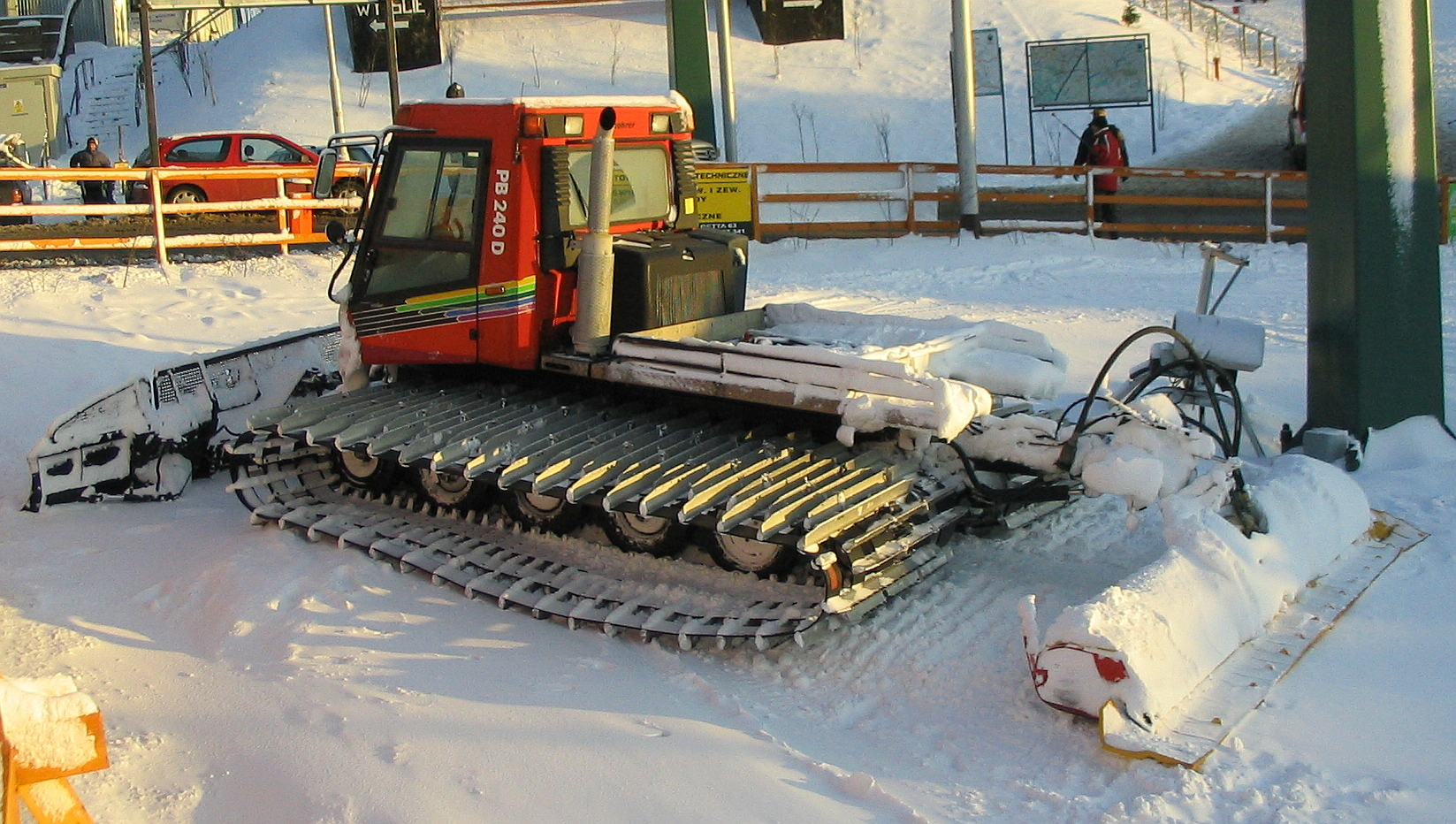
Ratrak PistenBully PB 240 D (widok z tyłu)

Ratrak – przyjęta w Polsce, Bułgarii i Rosji (rzadziej na Słowacji) nazwa pojazdu gąsienicowego służącego do przygotowywania tras narciarskich. Nazwa pochodzi od marki pierwszych maszyn sprowadzanych do Polski na początku lat 80 XX wieku, natomiast nie jest używana w Austrii ani we Francji (w języku angielskim snowgroomer/snowgrooming tractor lub Snowcat).
W wersji podstawowej z przodu jest zaopatrzony w lemiesz, a z tyłu pojazdu płytę dociskową wyrównująca stok narciarski, lub multifrez o szerokości nieco większej niż sam pojazd. Ratrak może być wyposażony w multifrez do śniegu o półkolistym kształcie służący do budowy fun parków dla snowboardzistów oraz do zwykłego zagładzania tras. Może również posiadać wirnik do przerzucania śniegu. W pojeździe środek ciężkości przesunięto do przodu, co pozwala pokonywać bardzo strome wzniesienia. W przypadku gdy nachylenie stoku przekracza możliwości pojazdu, może skorzystać z będącej w jego wyposażeniu wyciągarki. Ponadto, ze względu na swoje doskonałe własności jezdne w terenie górskim, używane są do transportu sanitarnego – transport poszkodowanych narciarzy oraz transportu towarowego do schronisk górskich.
Największym producentem jest niemiecka firma Kässbohrer (producent najpopularniejszej marki PistenBully) przed włoską firmą Leitner (producent marki Prinoth), która przejęła wydział ratraków od koncernu Bombardier.